# 云南榧树
云南榧树（学名：Torreya yunnanensis）为红豆杉科榧树属下的一个种。其种加词 yunnanensis 意为“云南的”。